# Egira melaleuca
Egira melaleuca är en fjärilsart som beskrevs av C. F. Vieweg 1789. Egira melaleuca ingår i släktet Egira och familjen nattflyn. Inga underarter finns listade i Catalogue of Life.